# Брединський район
Брединський муніципальний район — муніципальне утворення в Челябінській області Російської Федерації.
Адміністративний центр — селище Бреди.

## Географія
Площа території муніципального району — 5076 км². Кордон району проходить по вододілу річок Тоболу та Уралу в найпівденнішій частині Челябінської області.

## Історія
Брединський район з адміністративним центром у селищі Бреди утворений 4 листопада 1926 року.
Селище Бреди засноване в 1843 році як опорний пункт Оренбурзького козацького війська і отримав свою назву по місту Бреда на півдні Нідерландів. Тут в 1813 році російські війська здобули перемогу над наполеонівськими військами.
Освоєння території сучасного Брединського району росіянами почалося з 30-х років XIX століття. Найбільшим відкриттям археологічної науки на території району став Аркаїм — укріплене поселення бронзової доби, в якому помітні риси несформованого міста. Унікальна знахідка датується 1987 роком. Свою назву «місто бронзової доби» отримало по імені найближчої сопки і урочища. Аркаїм — пам'ятник стародавньої культури, що нараховує 4 800 років, — називають Троєю бронзової доби Уралу. Сьогодні він викликає величезний інтерес далеко за межами Челябінської області та Росії, тому не випадково на гербі та прапорі Брединського району — стилізоване зображення Аркїиму.

## Економіка
Представлена переважно сільським господарством, яке в загальному обсязі виробництва товарів, робіт і послуг території складає 70 відсотків. Займаючи 7 відсотків сільськогосподарських угідь Челябінської області, район виробляє 12 відсотків валового збору зернових і зернобобових культур по області (пшениця твердих та сильних сортів) і володіє п'ятьма відсотками поголів'я великої рогатої худоби, свиней та овець.
Перспективним напрямком у тваринництві є розведення великої рогатої худоби м'ясного напрямку (порід герефорд та симентал), в районі працюють два племзаводи та два племрепродуктори по м'ясному скотарству. 12 великих сільгосппідприємств мають значення містоутворюючих для населених пунктів, в яких проживає дві третини населення району.

## Промисловість
Представлена дорожньо-будівельними підприємствами, невеликими золотодобувними, хлібопекарськими, борошномельними, жироолійними підприємствами. Економічно ефективним на території району може стати виробництво будівельних матеріалів та споживчих товарів з місцевих джерел сировини, використання водойм для розведення риби.
З історично традиційних народних промислів в районі збереглося майстерність пухівниць — в'язання на спицях виробів з козячого пуху, переважно пухових шалей.
Розвитку туристичного бізнесу може сприяти організація маршрутів з відвідуванням фортеці і храму Олександра Невського в селищі Наслідницький, будинки-музею різьбяра по дереву Резнова, ботанічних пам'яток природи — брединських борів, археологічної пам'ятки епохи бронзи Синташта, філії Ільменского державного заповідника, пам'ятника епохи бронзи поселення Аркаїм.

## Археологія
На вододілі правого берега річки Синташта за 6 км на захід від селища Мирний та на південь-південний захід від села Римникського, за 8 км від районного центру селища Бреди, на лівому краю балки Солоний Дол знаходиться пізньосарматський могильник Солоний Дол.